# Lars Eberlein
Lars Eberlein (* 11. Mai 1971) ist ein deutscher Unternehmer und Sportfunktionär.

## Ausbildung und beruflicher Werdegang
Eberlein entstammt einer Unternehmerfamilie im nordhessischen Schwalmstadt-Ziegenhain. Er besuchte bis zur zehnten Klasse das Gymnasium Melanchthon-Schule. Mit 17 wechselte er auf das Friedrich-List-Wirtschaftsgymnasium in Kassel. Nach dem Abitur absolvierte Eberlein bei der Commerzbank in Frankfurt am Main eine Ausbildung zum Bankkaufmann, die er 1993 abschloss.
Im Jahr zuvor, 1992, gründete sein Vater Karl-Walter Eberlein die Eberlein Service und Marketing GmbH (ESM): Mit Unterstützung dieser Holding sollten Instandhaltungsbereiche von ehemaligen DDR-Staatsbetrieben in Unternehmen umgewandelt werden. Um seinen Vater kaufmännisch zu unterstützen, übernahm Lars Eberlein 1994 mit 23 Jahren die Position des kaufmännischen Geschäftsführers und wurde Mitgesellschafter. Im selben Jahr begann er ein BWL-Studium an der Philipps-Universität Marburg und wechselte später zur Fernuniversität Hagen. Nach dem Abschluss des Vordiploms beendete er sein Studium vorzeitig, um sich auf seine Tätigkeit als Unternehmer konzentrieren zu können.
Nach dem Ausscheiden seines Vaters aus der Unternehmensgruppe 2009 gründete Eberlein zusammen mit dem Finanzinvestor Deutsche Private Equity (DPE) 2011 die „Parcom Holding für technische Gebäudeausrüstung GmbH“, die 2013 schließlich in Anlehnung an die Begriffe „Elektro“ und „Vision“ in Elevion GmbH umbenannt wurde. In dieser Zeit wurde die Gruppe stark ausgebaut und wuchs auf rund 340 Millionen Euro Leistung und mehr 2000 Mitarbeiter an. 2019 firmiert die ESM als LEventura GmbH mit Sitz in Jena mit Eberlein als geschäftsführendem Gesellschafter. 2017 erfolgte der Verkauf der Elevion Gruppe an den tschechischen Energiekonzern ČEZ, a.s. Eberlein blieb zunächst für zwei weitere Jahre Geschäftsführer der Gruppe und wurde anschließend Beiratsmitglied und Geschäftsführer der Elevion Deutschland Holding sowie der Beteiligungsgesellschaft. Im Dezember 2019 wurde sein Vorhaben bekannt, sich geschäftlich als Geldgeber am Bau von Wohnungen für den Verein Oberlinhaus in Potsdam zu beteiligen und zusammen mit Jochen Voigt rund 100 Millionen Euro in das Bauvorhaben zu stecken.

## Engagement im Basketball
2007 wurde Eberlein Geschäftsführer der jenArena GmbH & Co. KG, einem Unternehmenskonsortium, das zusammen mit der Stadt Jena als Public-Private-Partnership (PPP)-Projekt den Bau einer Multifunktionsarena vorantreiben wollte. Hauptnutzer sollte der in der 2. Bundesliga Süd spielende Basketballverein Science City Jena sein, der damals noch unter dem Namen „POM Baskets“ antrat. Nach der überraschenden Zweitliga-Meisterschaft und dem damit verbundenen Aufstieg in die Basketball-Bundesliga entstand als Übergangslösung eine Leichtbauarena. Als die Mannschaft nach einer Saison als Tabellenletzter 2008 wieder aus der Bundesliga abstieg, verabschiedete sich die Stadt Jena aus dem Hallenprojekt. Im April 2009 übernahm Eberlein das Amt des Geschäftsführers der Betreibergesellschaft der Basketball-Mannschaft und übernahm den kaufmännischen Bereich, während Tino Stumpf als weiterer Geschäftsführer die Verantwortung für den sportlichen Bereich erhielt.

## Engagement im Fußball
Bei den Planungen für den Umbau des Jenaer Ernst-Abbe-Sportfelds in ein reines Fußballstadion mit 15 100 Plätzen erhielt das von Geschäftsführer Eberlein geleitete Bewerberkonsortium der jenArena GmbH & Co KG zusammen mit dem belgischen Unternehmen Elex den Zuschlag für Planung, Bau und Betrieb des neuen Stadions, das 2023 fertig sein soll.
Im Februar 2022 wurde Eberleins Vorhaben bekannt, mit seinem Unternehmen jenArena ab der Saison 2022/23 als Gesellschafter beim FC Carl Zeiss Jena einzusteigen. Im März 2022 wurde der Übernahme der Anteile durch Eberleins Unternehmen auf der Mitgliederversammlung zugestimmt. Angekündigt wurde, dass jenArena zwei Millionen Euro in die Spielbetriebs GmbH einzahlt.

## Persönliches
Als Fußballer spielte Eberlein 20 Jahre bei seinem Heimatverein Tuspo Ziegenhain, der in dieser Zeit in der 3. und 4. sowie 5. Liga spielte.
Eberlein ist seit 2001 verheiratet und hat einen Sohn.
In den letzten Jahren übernahm Eberlein verschiedene ehrenamtliche Tätigkeiten wie das Vorstandsmandat der Sparkassen-Stiftung in Jena.